# Нав
Нав је биће из митологије Старих Словена. Вјеровање о постојању овог бића је раширено међу свим словенским народима.

## Етимологија назива
Име овог митолошког бића долази од прасловенске ријечи навь што значи леш или мртвац. Такође име овог митолошког бића се може повезати и са староруском ријечи навъ и црквенословенском ријечи навъе које имају исто значење као и ријеч навь.
Други називи за ово митолошко биће су:
- навка, навој, мав и мава (у српском језику)[2],
- навя, навет и навляк (у бугарском језику)[2],
- навјак (у македонском језику)[2],
- navja, mavja и movja (у словеначком језику)[2].

## Опис нава у митологији и народним предањима
Нави су старословенски демони, а у словенској митологији они су оличење смрти, Царства мртвих и господара Подземља, односно демона који су настали од душа мртворођене и некрштене деце и наводе се увек у множини, јер се крећу у групама. Невиљиви, осим за особе рођене у истом часу када и они, вребају од глувог доба ноћи до првих петлова, испуштајући дечје гласове. На овај начин, привлаче жртве које најрадије нападају: децу и дојиље.
У бугарским предањима замишљани су у виду птица које, уз застрашујуће крике, у тамним ноћима облећу око кућа и нападају труднице, дојиље и децу. Код Срба и Хрвата називају се некрштенци , нечистивци или невидинчићи, а замишљани су као велике птице са дечјим главама. То су зли демони који нападају некрштену децу и дојиље. Сточари посебно страхују од некрштенаца, који кравама, овцама и козама одузимају млеко. У Украјини и Пољској замишљани су у људском или животињском виду, а називају се потерчук, односно latawiec. У Русији су навке деца чија душа улази у птицу.
Нави, као изузетно покретљиви демони, често одлазе и у домове у којима има породиља, трудница и новорођене деце; каже се да увек нађу начин да продру унутра, да се могу спуштати и кроз оџак, а по уласку гуше своје жртве или им пију крв, иако се овде пре ради о мајчином млеку. Када их трудница чује, одмах се онесвести, а понекад и чак и умре. Како су нави невидљиви, тешко је знати њихов тачан изглед, али постоје разне представе о њима које се разликују од једног до другог словенског народа.

## Српска народна предања
У Србији се нави такође називају и бабице, а описују се као невидљиви женски демони. Прича се да су то ситне жене дуге косе, у црнини, које ноћу обилазе око породиље, још док се дете није ни родило, са намером да уморе и дете и мајку; зато се каже да дечје пелене по заласку Сунца не ваља остављати напољу, да дете „не стигну бабице". Ради заштите од њих, породиља закити десно уво вуном црвене боје, а детету око врата или руке везује црвени кончић који оно носи четрдесет дана; након овог времена, бабице не могу више нашкодити детету. Овај период се поклапа са временом у коме ни мајка још не може да се смеје: мисли се да се оно први пут насмеје када прође тих четрдесет дана; смеху, као манифестацији живота и животне снаге, нема места на ономе свету, а током првих четрдесет дана по рођењу, баш као и првих четрдесет дана по смрти, душа је „на путу" чији је крај неизвестан. Када се дете напокон насмеје, то знали да је чврсто ступило на овај свет и да се успешно изборило са демонима који су му радили о глави након рођења.
Нави се не могу дуго задржати на једном месту, већ су у вечном покрету и по целу ноћ крстаре тражећи жртве. Мисли се да одузимају млеко стоци која се музе, односно да сисају попут праве деце; ово је вероватно разлог што су баш дојиље једна од њихових главних мета, што потврђује и веровање да „материма одузимају млеко", као и стоци. Ово су древни демони, познати још из давних времена, а то потврђује је најстарији руски летопис Повест минулих лета, у којем стоји да нико други но нави (бесови) ширили епидемије које су харале 1092. године.